# 王尚恭
王尚恭（?—?），字安之。河南（今河南洛阳）人。宋朝政治人物。
王汲之子。景祐元年（1034年）與弟王尚哲同登進士第，授庆成军判官，後以著作佐郎知陕州芮城、缑氏等县。曾任武阳知县，深得包拯的信任，有邑人上訴開封府, 包拯卻說：“既經王宰決矣，何用復訴耶？”。元丰七年八月九日，以朝议大夫致仕，是年以疾终于西都嘉善里府中，十月九日葬于河南府河清县上店里。《宋史》无传。1936年《王尚恭墓志》在洛阳北陈庄出土。